# Peter Gerety
Peter Gerety (* 17. Mai 1940 in Providence, Rhode Island) ist ein US-amerikanischer Schauspieler.

## Leben
Seine Karriere als Schauspieler begann Peter Gerety als Student an der Brown University. Dort arbeitete er an Projekten des Charles Playhouse mit. 1965 trat er der Trinity Square Repertory Company bei und erschien in über 125 Produktionen dieser. Sein Filmdebüt gab er 1981 in dem Film The House of Mirth.
1992 trat Gerety am Broadway in dem Stück Conversations with My Father von Judd Hirsch auf. Von 1997 bis zum Ende der Serie 1999 war er in der Polizeiserie Homicide zu sehen. Von 2002 bis 2008 übernahm er in The Wire die Rolle des Daniel Phelan. Er war auch in sechs Folgen der Serie Brotherhood mit von der Partie. Eine Hauptrolle hatte Gerety von 2011 bis 2012 in der NBC-Serie Prime Suspect als Desmond Timoney, dem Vater der Hauptfigur Jane (gespielt von Maria Bello), inne.
Des Weiteren hat Peter Gerety in diversen Filmen, unter anderem in Krieg der Welten (2005) und Inside Man (2006), mitgespielt.

## Filmografie (Auswahl)
- 1981: In the House of Mirth
- 1994: Das Wunder von Manhattan (Miracle on 34th Street)
- 1995–2003: Law & Order (Fernsehserie, 3 Folgen)
- 1997–1999: Homicide (Homicide: Life on the Street, Fernsehserie, 47 Folgen)
- 2000: Homicide: Der Film (Homicide: The Movie)
- 2000: Third Watch – Einsatz am Limit (Third Watch, Fernsehserie, Folge 1x21)
- 2001: K-PAX – Alles ist möglich
- 2001–2002: Ed – Der Bowling-Anwalt (Ed, Fernsehserie, 2 Folgen)
- 2002: Criminal Intent – Verbrechen im Visier (Law & Order: Criminal Intent, Fernsehserie, Folge 2x03)
- 2002–2008: The Wire (Fernsehserie, 15 Folgen)
- 2005: Law & Order: Trial by Jury (Fernsehserie, Folge 1x04)
- 2005: Krieg der Welten (War of the Worlds)
- 2006: Inside Man
- 2006: Kidnapped – 13 Tage Hoffnung (Kidnapped, Fernsehserie, Folge 1x02)
- 2007–2008, 2013: Law & Order: Special Victims Unit (Fernsehserie, 4 Folgen)
- 2008: Brotherhood (Fernsehserie, 6 Folgen)
- 2008: Der fremde Sohn (Changeling)
- 2009: Der Kaufhaus Cop
- 2009: Public Enemies
- 2009–2010: Brothers & Sisters (Fernsehserie, 11 Folgen)
- 2009–2010: Mercy (Fernsehserie, 10 Folgen)
- 2010, 2013: Good Wife (The Good Wife, Fernsehserie, 3 Folgen)
- 2010–2011: Blue Bloods – Crime Scene New York (Blue Bloods, Fernsehserie, 2 Folgen)
- 2011–2012: Prime Suspect (Fernsehserie, 13 Folgen)
- 2012: Flight
- 2012: Get the Gringo
- 2013: Muhammad Alis größter Kampf (Muhammad Ali's Greatest Fight)
- 2013: Elementary (Fernsehserie, Folge 2x11)
- 2014: Anarchie (Cymbeline)
- 2014: A Most Violent Year
- 2015: Public Morals (Fernsehserie, 6 Folgen)
- 2015–2019: Sneaky Pete (Fernsehserie, 30 Folgen)
- 2016: Mercy Street (Fernsehserie, 6 Folgen)
- 2017, 2018: The Good Fight (Fernsehserie, 2 Folgen)
- 2019–2020: Ray Donovan (Fernsehserie, 6 Folgen)
- 2021: Prodigal Son – Der Mörder in Dir (Prodigal Son, Fernsehserie, 2x02)
- 2022: The Marvelous Mrs. Maisel (Fernsehserie, Folge 4x03)
- 2022: The Girl from Plainville (Fernseh-Miniserie, 4 Folgen)
- 2023: Boston Strangler
- 2023: Citadel (Fernsehserie, Folge 1x01)